# Poul Heins
Poul Heins (ur. ?, zm. 1705 w Moskwie) – duński dyplomata.
W latach 1697–1705 (do śmierci) poseł nadzwyczajny (envoyé extraordinaire ) Królestwa Danii w Moskwie. 